# John Van Hoek
John Van Hoek (11 de diciembre de 1952) es un deportista australiano que compitió en judo. Ganó tres medallas en el Campeonato de Oceanía de Judo entre los años 1975 y 1979.

## Palmarés internacional
| Campeonato de Oceanía | Campeonato de Oceanía        | Campeonato de Oceanía | Campeonato de Oceanía |
| Año                   | Lugar                        | Medalla               | Categoría             |
| --------------------- | ---------------------------- | --------------------- | --------------------- |
| 1975                  | Christchurch (Nueva Zelanda) | Medalla de bronce     | –70 kg                |
| 1977                  | Melbourne (Australia)        | Medalla de plata      | –71 kg                |
| 1979                  | Rotorua (Nueva Zelanda)      | Medalla de plata      | –71 kg                |